# European Geosciences Union

De European Geosciences Union (afgekort: EGU) is een non-profitorganisatie die zich inzet voor de verspreiding en uitwisseling van wetenschappelijke kennis uit de aardwetenschappen (inclusief planetaire wetenschap) en milieuwetenschappen. Om dit te bereiken geeft de EGU wetenschappelijke tijdschriften uit, organiseert ze eens per jaar een conferentie en stimuleert ze wetenschappelijk onderzoek.
De EGU ontstond in 2002 na een fusie van de European Geophysical Society (EGS) en de European Union of Geosciences (EUG). Sinds de fusie is de jaarlijkse bijeenkomst (voorheen georganiseerd door de EGS) altijd in Wenen geweest. De EGU geeft soms verklaringen uit over aardwetenschappelijke vraagstukken, zoals in 2005, toen ze verklaarde het IPCC te steunen en voorstander te zijn van reductie van de uitstoot van CO2.